# Marco Anzoletti
Marco Anzoletti (Trento, 4 giugno 1867 – Mesiano, 23 gennaio 1929) è stato un compositore e violinista italiano.

## Biografia
Marco Anzoletti nacque a Trento il 4 giugno 1867 in una famiglia di musicisti, tra i quali, il padre Luigi, violoncellista, che gli insegnò le prime nozioni musicali.
Anche tutti gli zii erano musicisti: Francesco, pianista, organista e compositore; Giovanni, violinista; Giuseppe, violinista e compositore; la sorella Luisa, poetessa e scrittrice, ma anche sua collaboratrice al pianoforte.
Dopo gli insegnamenti familiari, Anzoletti frequentò il Conservatorio di Milano dal 1879 per approfondire le sue conoscenze di violino con Gerolamo de Angelis e di composizione con Gaetano Coronaro.
Diplomatosi nel 1885, l'anno seguente andò a Vienna per un corso di perfezionamento sotto la guida di J. Grün.
Dopo di che effettuò numerose tournée in Austria e in Italia, ottenendo successi, consensi e riconoscimenti, tra i quali nel 1889 la cattedra di violino del Conservatorio di Milano.
L'attività e l'opera dell'Anzoletti perseguirono l'ideale di far nascere in Italia il culto della musica da camera e sinfonica.
Le sue 24 Variazioni per violino e pianoforte su un tema di Brahms (1894-1894), scritte dall'Anzoletti su un tema di Johannes Brahms, furono apprezzate dal maestro tedesco.
Due anni dopo Anzoletti vinse il primo premio con una Sonata in do minore per violino e pianoforte a Milano.
Anzoletti compose numerose opere per il violino, con accompagnamento di pianoforte o di organo: sonate, trio e quartetti d'archi, concerti, ecc.
Anche per l'organo compose importanti opere, fra le quali la Gran fantasia sacra per due organi, premiata al concorso per il collaudo dei due organi del duomo di Milano nel 1909.
In precedenza, nel 1902 aveva avuto successo a Vienna con una sua Cantata per coro e grande orchestra, oltre che per un poema sinfonico, L'ospite della terra, per grande orchestra, poi ridotto per violino e pianoforte ed eseguito a Milano nel 1913.
L'Anzoletti compose inoltre 12 Studi per viola (Ricordi, Milano, 1919), Il repertorio del piccolo violinista (Milano, 1920), Moto perpetuo sopra movimenti di scale (Milano, 1920). e 12 Studi per viola op. 125 (Ricordi, Milano, 1929).
Anzoletti scrisse per il teatro cinque opere, tutte su libretto proprio, Militza o Serbia, dramma incentrato sulla guerra fra il Montenegro e la Turchia (1896-1897); Le Gare (1902); Faida, tratta dalla Faida di Comune di Giosuè Carducci (1910-1915); Belfagor, dalla novella di Niccolò Machiavelli (1920); La fine di Mozart, rappresentata al Teatro Lirico di Milano il 25 ottobre 1898.
Oltre alla composizione Anzoletti si dedicò alla scrittura di tematiche  musicali, tra le quali una conferenza su Giuseppe Tartini: studio critico e biografico (1891), comprendente uno studio dell'autore; Sulle vicende dell'arte e sulla vita di Wolfango Mozart, in La Rassegna nazionale, XXI (1899); In occasione del centenario di D.Cimarosa, in La Rassegna nazionale, XXIII (1901); L'insegnamento del violino in Italia, in La Rassegna nazionale, XXXI (1901); inoltre 43 Sonetti musicali (Milano, 1902); Mozart, scene della vita intima in cinque quadri (Milano, 1906); La musica - Stagioni e metamorfosi, in La Rassegna nazionale (1911).
Ancora attivo, l'Anzoletti morì nella sua villa di Mesiano (frazione di Trento) il 23 gennaio 1929.
Nel 2023, il violista italiano Marco Misciagna ha eseguito in prima mondiale il Concerto No.1 (1900) per viola e orchestra di Marco Anzoletti alla Mahidol University (Salaya, Thailandia) per il 48° Congresso Internazionale sulla Viola e nel 2024 ha eseguito in prima mondiale il Concerto per violino e viola in Do maggiore (un solista - due strumenti, 1915).

## Pubblicazioni
- Giuseppe Tartini: studio critico e biografico (1891)
- Sugli eventi dell'arte e sulla vita di Wolfgang Mozart, in La Rassegna nazionale, XXI (1899)
- In occasione del centenario di D.Cimarosa, in La Rassegna nazionale, XXIII (1901)
- L'insegnamento del violino in Italia, in La Rassegna nazionale, XXXI, (1901)
- Sonetti musicali (Milano, 1902)
- Mozart, Scene di vita intima in cinque quadri (Milano, 1906)
- Musica - Stagioni e metamorfosi, in La Rassegna nazionale, (1911)

## Composizioni (parziale)

### Opera
- Militza o Serbia (1896–1897)
- La fine di Mozart (1898)
- Le Gare (1902)
- Faida (1910–1915)
- Belfagor (1920)

### Musica per viola sola
- 12 Studi per viola (Milano, Ricordi, 1919)
- 12 Studi op.125 per viola (Milano, Ricordi, 1929)[8][9]

### Musica per violino solo
- 5 Gran Capricci (1884)
- Sonata in stile antico (1908)
- 32 Preludi in tutte le tonalità (1909)
- Serenata in sol maggiore (1909)
- Fantasia - Caprice in la maggiore (1913)
- Aria e Fuga Sopra il Nome di Bach (1913)
- "Labyrinthos" 104 Variazioni (1916)
- Aria e Fuga Sopra un Tema del Trillo del Diavolo (1916)
- 36 Preludi

### Musica per orchestra
Sinfonie: 
- Sinfonia in do minore (1896)
- Sinfonia in re minore n. 1 (1897)
- Sinfonia in re minore n. 2
- Sinfonia in la minore (1897)
- Sinfonia in Fa minore (1897)
- Sinfonia in Sol minore (1898)
- Sinfonia in Sol maggiore (1898)
- Sinfonia in Do maggiore (incompleta) (1898)
- Sinfonia in Re maggiore (incompleta) (1898)
- Sinfonia in Fa maggiore (incompleta) (1898)
- Sinfonia in La maggiore (1898)
- Sinfonia in un movimento in La minore (1899)
- Sinfonia – Ouverture in Do maggiore (1899)
- Sinfonia – Ouverture in Si bemolle maggiore (1900)

Ouverture:
- Ouverture in Mi bemolle maggiore (1901)
- Ouverture in Fa maggiore (1901)
- Ouverture in Re bemolle maggiore (1901)
- Ouverture in Do minore (1901)
- Ouverture Eroicomica in Do maggiore
- Ouverture in Sol maggiore

Concerti:
- Concerto n. 1 in Fa minore per viola e orchestra (1900)
- Concerto n. 2 in Si maggiore per viola e orchestra (1915)
- Concerto in Do maggiore per violino/viola e orchestra (un solista, due strumenti - 1915)
- Concerto n. 1 in Sol maggiore per violino e orchestra (1896)
- Concerto n. 1 in La maggiore per violino e orchestra (1899)
- Concerto in Fa maggiore per violino e orchestra (1899)
- Concerto in Fa diesis minore per violino e orchestra (1903)
- Concerto in La minore per violino e orchestra (1912)
- Concerto in Sol minore per violino e orchestra (1912)
- Concerto in Do maggiore per violino e orchestra (1920)
- Concerto n. 2 in sol maggiore per violino e orchestra (1920)
- Concerto in fa diesis maggiore per violino e orchestra (1920)
- Concerto in mi minore per violino e orchestra (1920)
- Concerto n. 2 in la maggiore per violino e orchestra (1921)
- Concerto in si maggiore per violino e orchestra (1921)
- Concerto in mi maggiore per violino e orchestra (1921)
- Concerto in si bemolle maggiore per violino e orchestra (1921)
- Concerto in re maggiore per violino e orchestra

### Musica da camera
- Quartetto n. 1 in do maggiore (1906)
- Quartetto in la minore (1907)
- Quartetto in la maggiore (1907)
- Quartetto in re minore (1908)
- Quartetto in Do minore (1908)
- Quartetto n. 2 in Do maggiore (1908)
- Quartetto in Sol maggiore (1909)
- Quartetto in Re maggiore (1909)
- Quartetto in Mi bemolle minore (1911)
- Quartetto in Fa diesis maggiore (1911)
- Quartetto in Fa diesis minore (1911)
- Sestetto in Sol maggiore per 2 violini, 2 viole e 2 violoncelli (1903)
- Sestetto II in Mi bemolle maggiore per 2 violini, 2 viole e 2 violoncelli (1903)
- Quintetto in Sol maggiore per 2 violini, 2 viole e violoncello (1903)
- Quintetto in Do minore per 2 violini, 2 viole e violoncello (1903)
- Quartetto n. 1 in Mi bemolle maggiore per violino, viola, violoncello e pianoforte (1892)
- Quartetto in do maggiore per violino, viola, violoncello e pianoforte (1892)
- Quintetto n. 1 in mi bemolle maggiore per 2 violini, viola, violoncello e pianoforte (incompleto) (1893)
- Sestetto II in do minore per due violini, due viole, violoncello e pianoforte (1893)
- Trio n. 2 in sol maggiore per violino, violoncello e pianoforte (1893)
- Trio n. 1 in sol minore per violino, violoncello e pianoforte (1893)
- Trio n. 1 in do minore per violino, violoncello e pianoforte (1895)

### Musica didattica
- Il repertorio del piccolo violinista (Milano, 1920)
- Moto perpetuo su movimenti di scala (Milano, 1920)

## Discografia
- Marco Anzoletti: Four Etudes for Viola Solo - Etudes No. 2 & 5 (1919) / Etudes No. 2 & 11 Op.125 (1929) - Marco Misciagna, viola - MM11, 2024[10]
- Marco Anzoletti: Vite in Musica (RaiPlay Sound)[11]
- Marco Anzoletti: Golden Nothingness, Complete Unpublished Art Songs for Soprano and Piano (Da Vinci Classics, 2024)[12]